# Indotipula fuscoangustata
Indotipula fuscoangustata är en tvåvingeart som först beskrevs av Alexander 1930.  Indotipula fuscoangustata ingår i släktet Indotipula och familjen storharkrankar. Inga underarter finns listade i Catalogue of Life.